# Agrotis daedalus
Agrotis daedalus là một loài bướm đêm trong họ Noctuidae.

## Hình ảnh

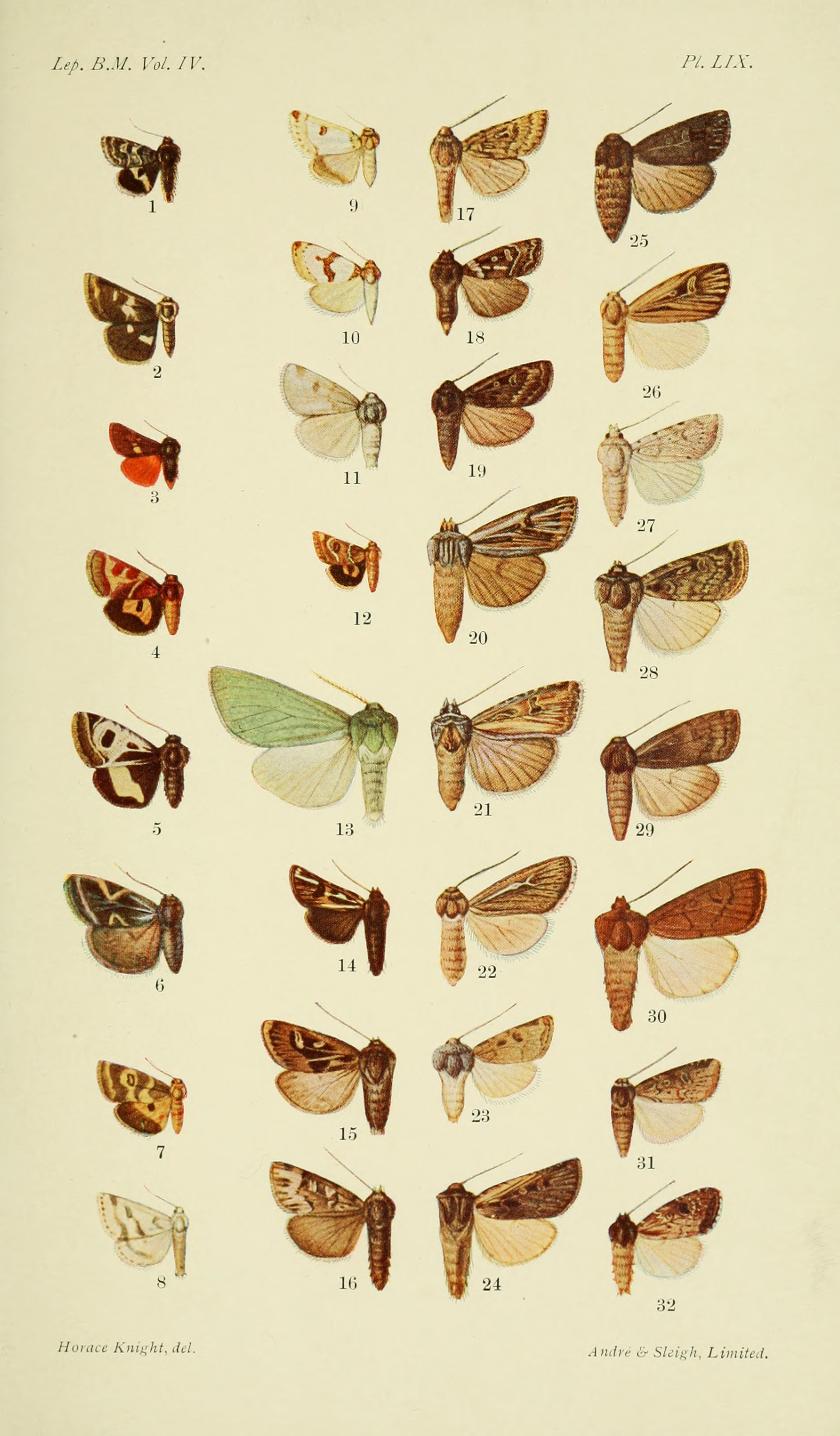